# Hebe Camargo
Hebe Camargo   (Taubaté, 8 de març de 1929 - Hospital Israelita Albert Einstein, 29 de setembre de 2012) va ser una cantant, presentadora i actriu brasilera.